# Ezio Pinza
Ezio Pinza (Roma, 18 de mayo de 1892-Stamford, 9 de mayo de 1957) fue un bajo lírico italiano.

## Biografía
Nació en Roma y se crio en Rávena. Estudió en Bolonia y su debut fue en 1914 en Cremona como Oroveso en Norma de Bellini.
Cantó durante 22 temporadas en el Metropolitan Opera de Nueva York (debutó en 1925 y cantó en más de 750 funciones de 50 óperas). Uno de los favoritos en La Scala, Covent Garden, el Teatro Colón de Buenos Aires (entre 1925 y 1937) y otras casas de ópera. Trabajó con Arturo Toscanini y en el Festival de Salzburgo con Bruno Walter.
Formó parte de una generación que incluyó a sus colegas Rosa Ponselle, Elisabeth Rethberg, Claudia Muzio, Titta Ruffo, Giovanni Martinelli, Beniamino Gigli, Lawrence Tibbett y Giuseppe De Luca. 
En 1948 se retiró del escenario de ópera para dedicarse a la comedia musical en Broadway con gran éxito. Su sucesor fue Cesare Siepi.
En este periodo protagonizó en películas como Mr. Imperium, Tonight We Sing y Strictly Dishonorable. 
Participó en películas y shows de televisión, una de las figuras líricas más populares de su era.
Murió en 1957 en Stamford, Connecticut.